# Honda Civic
O Honda Civic é um automóvel produzido pela Honda desde 1973. Atualmente encontra-se em sua décima primeira geração. Foi eleito duas vezes o Carro do Ano pela revista Autoesporte, em 2007 e em 2017.
Começou a ser importado para o Brasil em 1992 junto com o Honda Accord, sendo produzido no Brasil entre 1997 e 2021. Produzido na unidade da Honda localizada em Sumaré, no estado de São Paulo, foi o sedan médio mais vendido do Brasil no 1° semestre de 2008, superando modelos concorrentes. Atualmente é produzido em dez países: Japão, Inglaterra, Estados Unidos, Canadá, Paquistão, Taiwan, Turquia, Índia, Tailândia e Vietnã.

## Gerações

### Primeira geração (1972 – 1979)
O Civic de primeira geração foi lançado em 11 de julho de 1972, mas vendido como modelo 1973 no Japão. Em Portugal foram apenas produzidas 100 unidades das suas edições mais raras (Orange Edition e Black Edition).
Ele era equipado com um motor 1.2 refrigerado a água, tinha freios a disco na dianteira, bancos de vinil reclináveis, painel que simulava madeira e rádio AM/FM e ar condicionado opcionais. Existiam três opções de carroceria, "Hatchback" de duas e quatro portas e "Wagon" de quatro portas. Em 1975 foi estreado o motor CVCC que tinha design de cabeçote que permitia a realização de uma combustão mais eficiente em relação a maioria dos motores da época. Em 1976, foi lançado um carro que usava como base a carroçaria "Hatchbak" duas portas do Civic chamado Accord.

### Segunda geração (1980 – 1983)
O Civic de segunda geração foi lançado em junho de 1979 sendo vendido como modelo 1980. Ele era mais largo e tinha uma forma mais angular, o motor 1.2 caiu em desuso e todos os Civic passaram a utilizar os motores CVCC, o 1.5 continuou sendo usado e foi introduzido um novo motor 1.3, a tecnologia CVCC adicionava uma válvula por cilindro permitindo que houvesse uma melhor eficiência na combustão. As carrocerias oferecidas eram "Hatchback" (três e quatro portas), "Sedan" (quatro portas) e "Wagon" (cinco portas).

### Terceira geração (1984 – 1987)
O Civic de terceira geração foi lançado em setembro de 1983 e foi vendido como modelo 1984. Os modelos ''Hatchback'' de quatro portas e ''wagon'' foram fundidos e resultaram em uma "wagovan'' uma espécie de SUV com tamanho reduzido.
Um cupê duas portas chamado "CRX" foi introduzido, tinha tamanho reduzido, dimensões compactas e, consequentemente, era leve. Na terceira geração do Civic foram introduzidos os motores de série "D" que foram usados pela Honda até o final dos anos 90. Em 1984 foi lançado um modelo esportivo no mercado japonês chamado "SI", tinha suspensão melhorada e motor 1.6 DOHC com 130 cv. Nos EUA os modelos "SI" oferecidos eram o Civic "Hatchback" Com 91 cv e o CRX com o mesmo motor e estilo de carroceria.

Em 1984 na versão "wagovan" foi introduzido um opcional de tração 4WD, este modelo recebia uma transmissão modificada para suportar este sistema de tração, o sistema era ativado através de um botão no painel, até 1987, neste ano, recebeu uma atualização que permitia que a tração 4WD fosse ativada quando as rodas dianteiras perdessem tração.

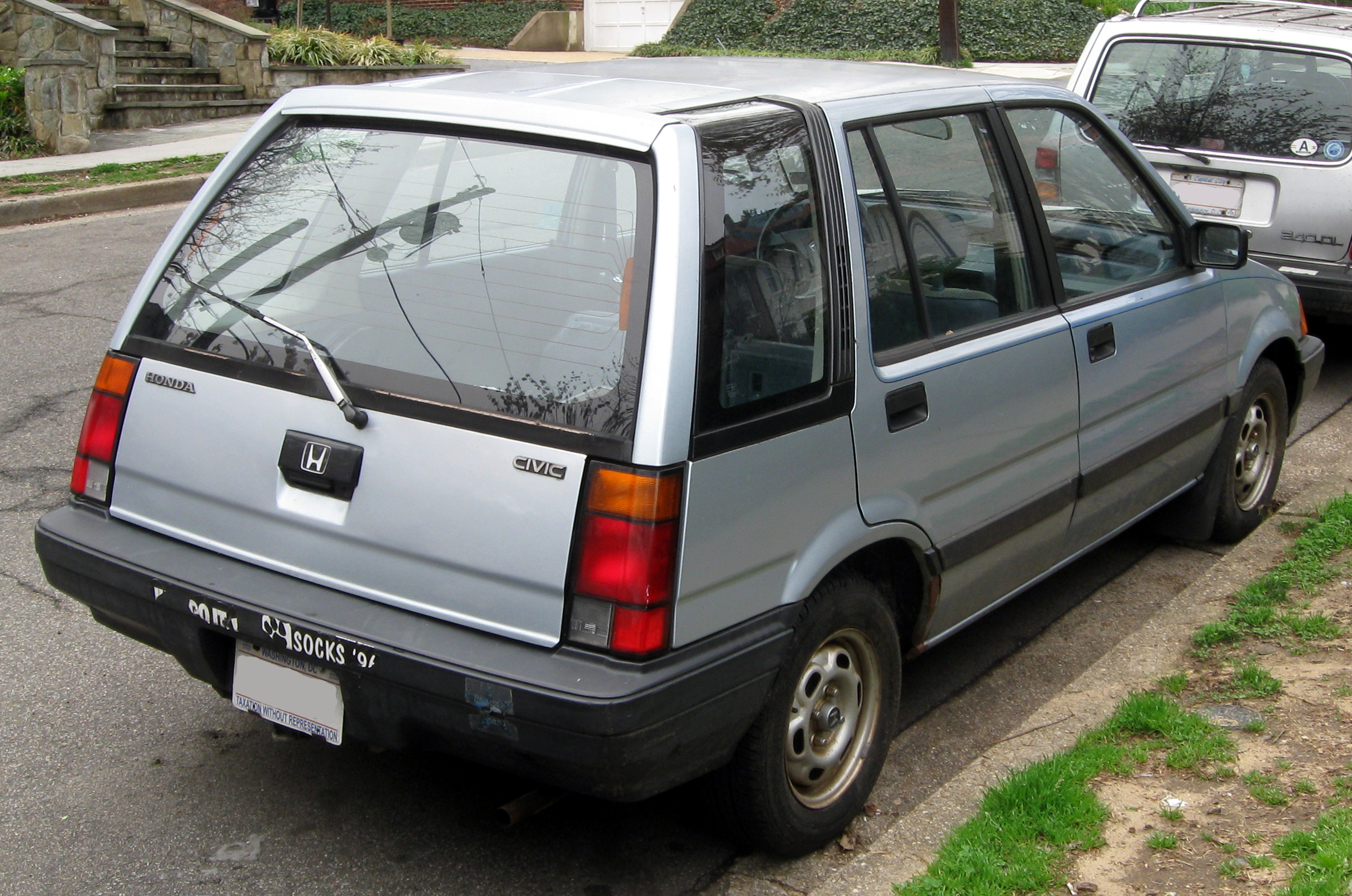
Civic shuttle wagon (1985)

### Quarta geração (1988 – 1991)
Em setembro de 1987 foi estreada a quarta geração do Honda Civic, vendido como modelo 1988, A carroceria desta geração possui dimensões maiores e capo mais baixo em relação à da terceira geração. Foi oferecida uma grande quantidade de versões que foram vendidas em todo o mundo. A versão mais notável foi sem dúvidas a SiR equipada com o motor B16A DOHC VTEC que possuía 150 hp. Todos os modelos vendidos nos EUA tinham injeção eletrônica mas, em outros mercados ao redor do mundo versões carburadas estavam disponíveis.

Na quarta geração do Civic todos os modelos passaram a ter suspensão independente nas quatro rodas. O CRX ainda fez parte da família Civic durante esta geração, tendo como opções os modelos HF, DX e SI nos EUA.

### Quinta geração (1992 – 1995)
Lançado no Brasil em 1992, o Civic era importado nas configurações hatchback (DX, LSi, Si, e VTi), sedan (LX e EX), coupé (EX e EXS - a partir de 1994) e targa (CRX, Si e VTi). Havia opção de escolha entre o câmbio manual e o automático, embora este último fosse mais frequente, sendo a versão VTi tendo apenas câmbio manual.
Os motores oferecidos no Brasil eram: 1.5L-D15B2 (LSi); 1.5L-D15B7 (DX e LX); 1.6L-D16Z6 (Si, EX e EXS); B16A2 (VTi) e B16A3 (VTi 1995). Os motores D16Z6 e B16A2 e A3 eram oferecidos com a tecnologia VTEC.
A velocidade máxima do modelo VTI conforme a variante do modelo do eg9 ou eg6, é por volta dos 235 km/h.
A maioria dos modelos vendidos no Brasil foram importados dos Estados Unidos e já saiam da concessionária com bom nível de equipamentos (ar condicionado, direção hidráulica, conjunto elétrico, teto solar, air-bag duplo e freios ABS - versões EX, EXS e VTi).
Os modelos Civic dos anos de 1992 e 1993 eram montados no Japão para o mercado americano, e os modelos Civic 1994 e 1995 já eram montados no Estados Unidos.
Algumas unidades desembarcaram no Brasil via importação independente, os modelos encontram-se nas configurações VX, CX e Si. Visualmente, o sedan tinha a dianteira diferente do Hatch/Coupé: mudavam-se para-choque, capô, para-lamas e indicadores de direção (piscas).
As versões sedan, targa e hatch podem ser encontradas na série de jogos Gran Turismo, para os consoles Playstation e Playstation 2. Esta geração é muito popular nos EUA, aparecendo em grandes quantidades e variedades nos eventos de carros Tuning, além do filme Velozes e Furiosos.
Esta geração foi responsável pela construção da imagem de durabilidade e resistência que a Honda possui no país. Vários exemplares desta geração ainda seguem rodando nos dias atuais.

#### Galeria

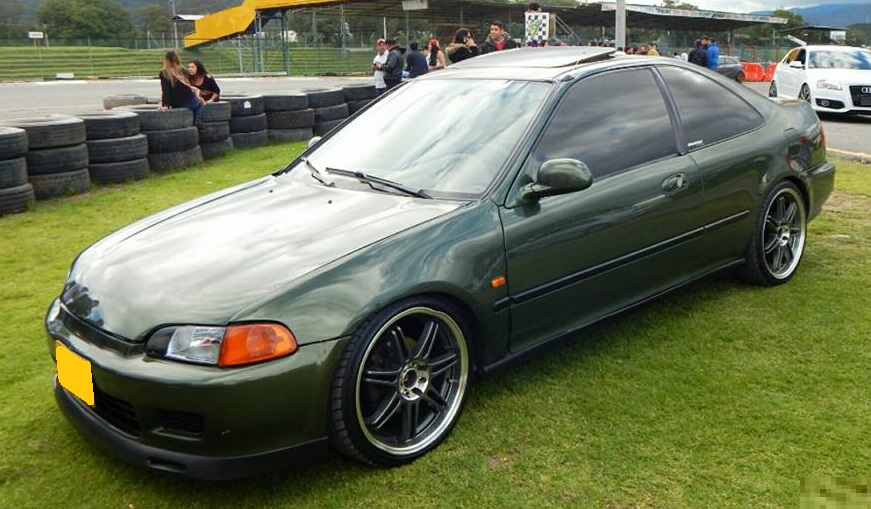
Civic coupé (1993)
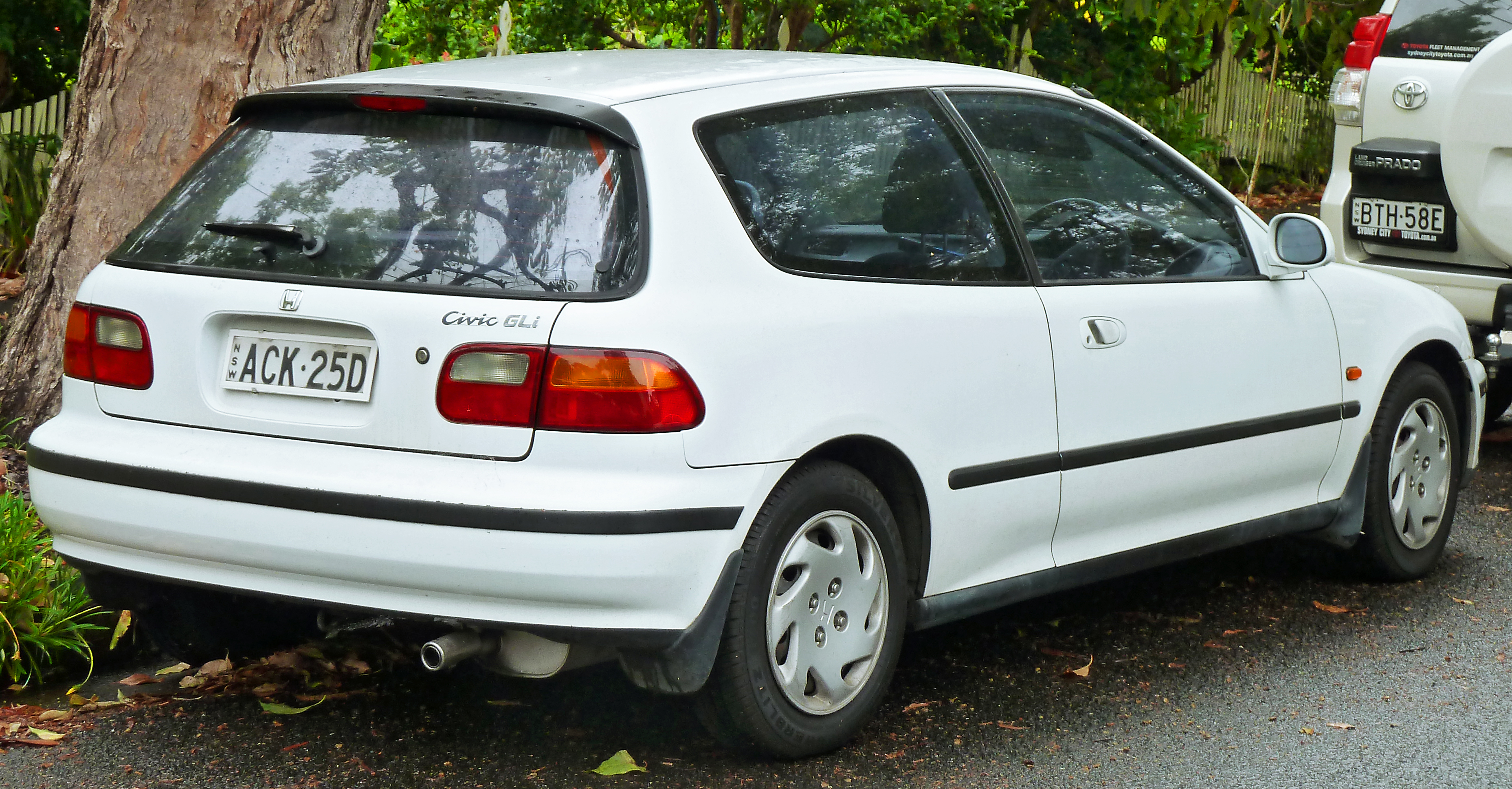
Civic hatch GLi (1993)
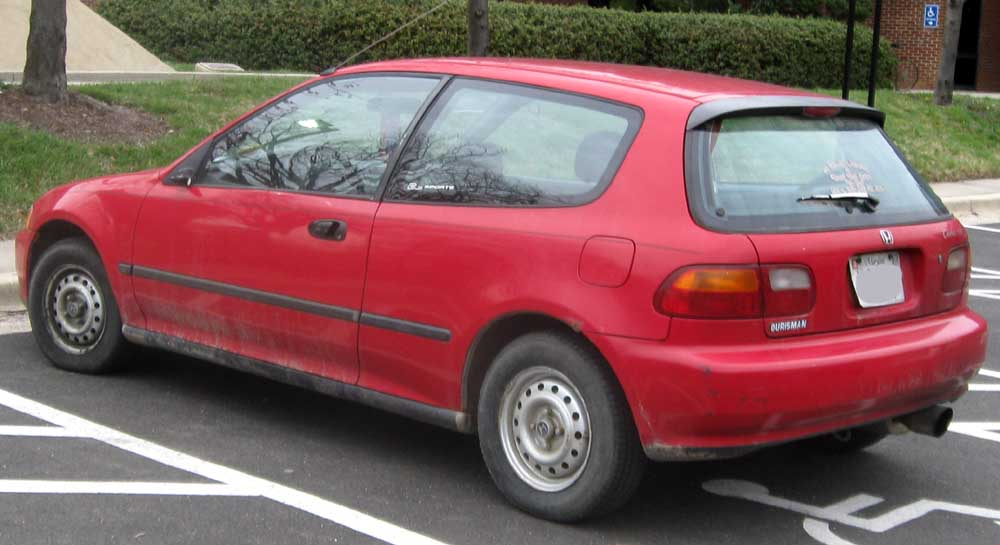
Civic hatchback
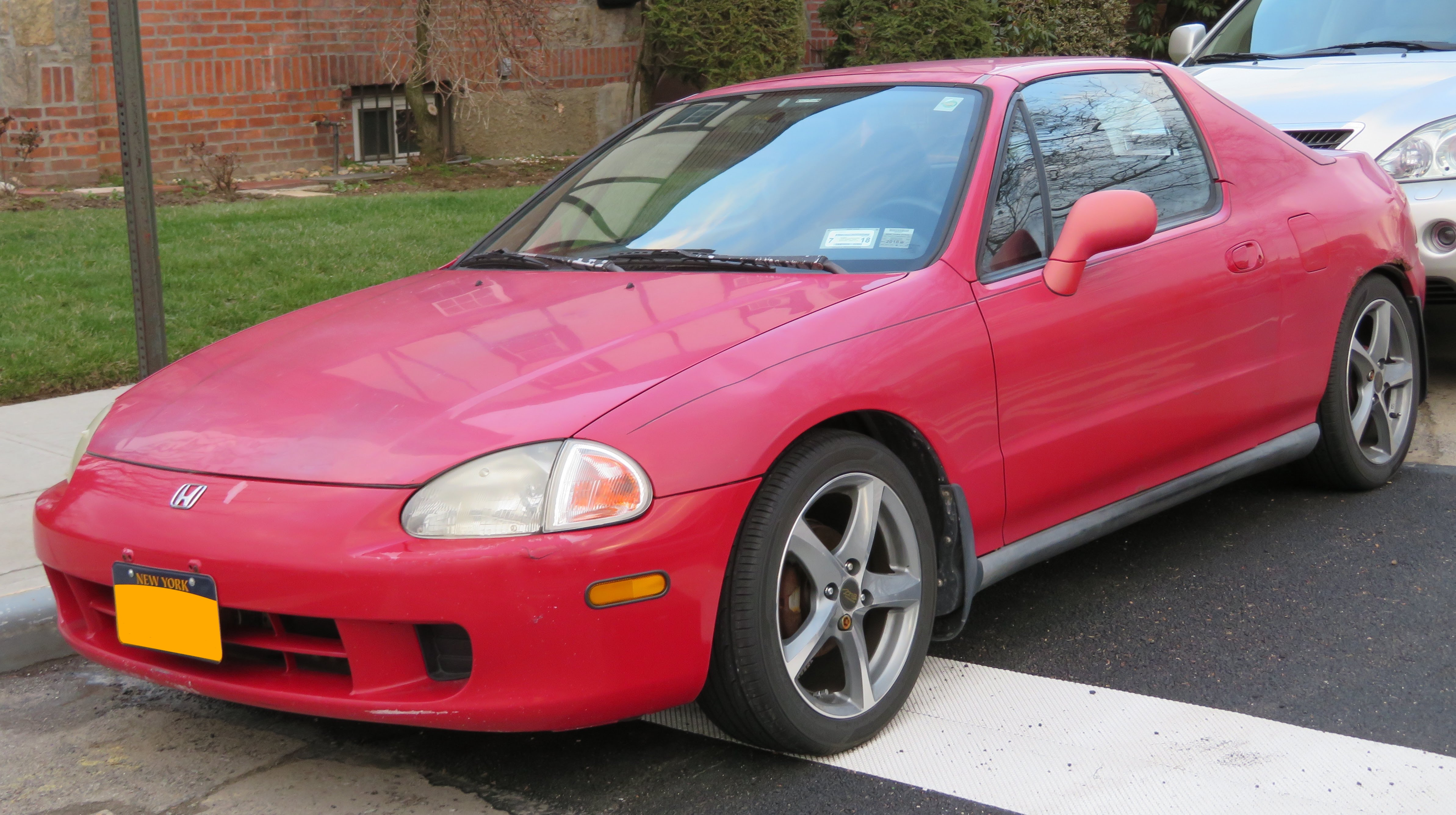
Civic CRX Del Sol - Targa (1995)

### Sexta geração (1996 – 2000)

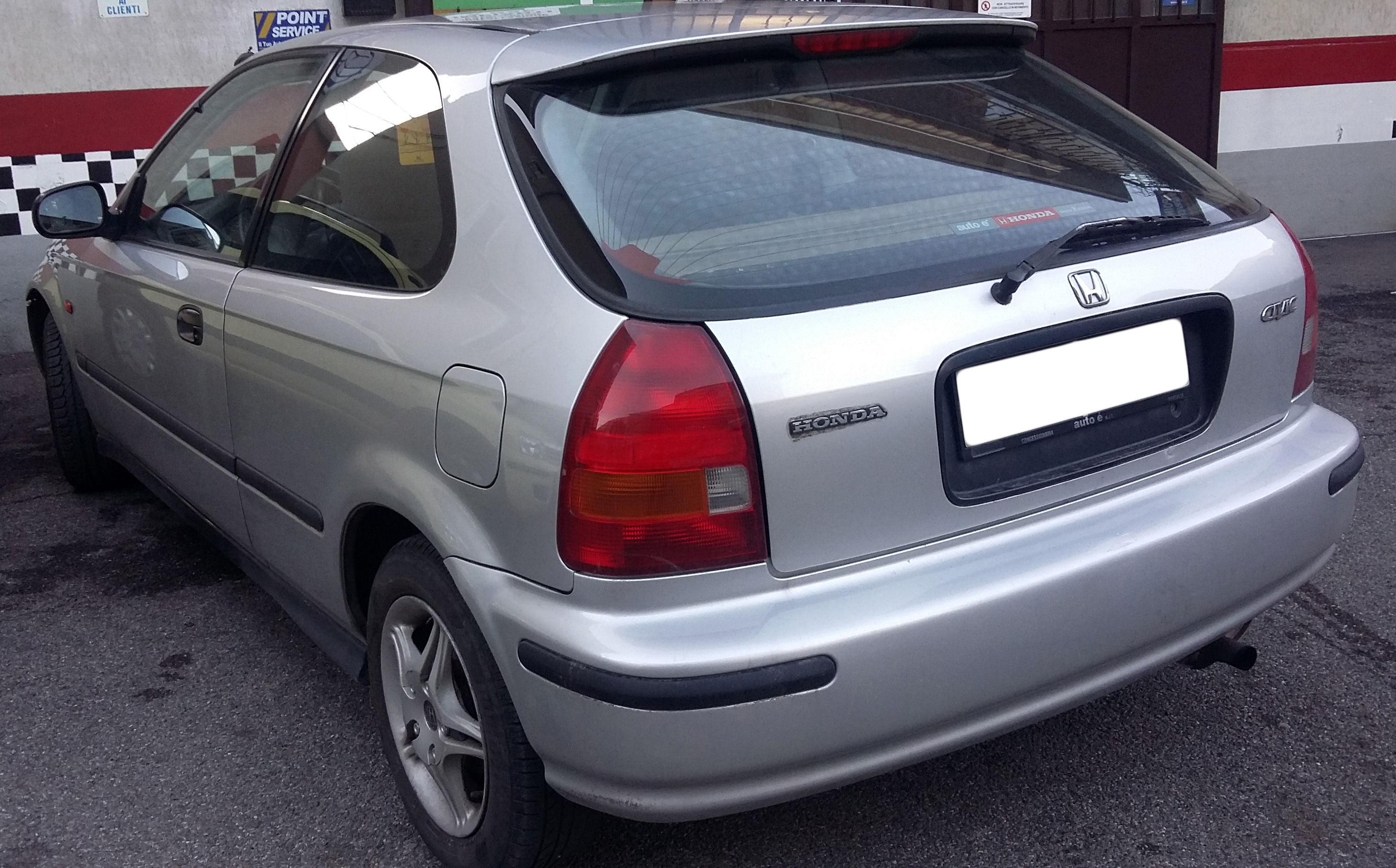
Honda Civic, retaguarda (1995)

Foi concebida no final de 1995, já como modelo 1996, com missão de suceder a geração anterior, que havia tido sucesso em vendas.
As versões existentes no mercado brasileiro eram LX-B, LX, EX e VTi. Há também unidades da versão CX importadas de maneira independente.
O Hatch da versão VTi, como na geração anterior, era caracterizado como um esportivo "pocket rocket" (foguete de bolso), devido ao motor B16A2 de 160 cv, comando de válvulas DOHC-VTEC (variável na admissão e no escape) e modificações (molas e amortecedores diferenciados, rodas aro 15, aerofólio traseiro, saias laterais). Oferecido com o motor B16A2 (também presente no Civic VTi de quinta geração, que vinha com o motor B16A2 ou B16A3), tendo desempenho superior a concorrentes competitivos (Alfa Romeo 145 Quadrifoglio, Audi A3 1.8 Turbo, Citroën Xsara VTS 2.0 16V etc) e impressionante até os dias atuais.
A partir de 1997, o Civic passa a ser fabricado no Brasil somente na versão sedan. Vinham equipados com dois motores: D16Y7 (LX) e D16Y8 (EX), sendo o primeiro de 106 cv sem comando variável e o segundo, com SOHC-VTEC (comando de válvulas variável na admissão), de 127 cv. As diferenças, basicamente, estavam no cabeçote, coletor de admissão, TBI e no sistema de escapamento. No acabamento, a diferença entre as versões eram poucas: o EX contava com ABS, rodas Enkei aro 14, rádio com disqueteira no painel, porém separada do aparelho; a versão básica LX-B, só esteve disponível de 1997 a 1998: não havia ar-condicionado.
Havia uma outra versão, EX Coupé, comercializada entre 1996 e 1997, quando a Honda resolveu importar de forma oficial algumas unidades. O motor adotado era o mesmo dos Sedan EX, D16Y8 de 127 cv. Havia opção de câmbio automático e manual, sendo a primeira a mais comum.
Em 1997 o modelo Targa (CR-X ou Del Sol - conforme motorização) era encerrado a produção.
Em 1998 o VTi deixava de ser importado, sob alegação de baixa procura e alto preço (R$ 50 mil).
Em 1999 uma leve reestilização no capô, faróis e tampa do porta-mala, com a troca das lanternas por outras com lente translúcida (lisa) e de maior porte.
Em 2000, mais precisamente no fim do ano, a 6ª geração era encerrada.

### Sétima geração (2001 – 2006)
A sétima geração foi lançada em 2001, vendida como sedan 4 portas e motor 1.7 16V, nas versões LX e EX, posteriormente, a intermediária LXL era lançada em 2003, todas com opção de câmbio automático de 4 marchas, sendo apenas a EX com Freios ABS.
Houve pequenos aperfeiçoamentos, como nas gerações anteriores, a antena do rádio que ficava acima da porta do motorista, passou a ser interna. A suspensão foi suavizada com adoção de amortecedores e molas de nova calibragem e adição de barra estabilizadora na traseira e novas lanternas traseiras. Para a versão EX, foi concebido um novo painel. Em 2004, ocorreu um facelift com novo design frontal (capô, grade, faróis, para-lamas e para-choques dianteiro e traseiro).
Em outros países também esteve disponível a versão EX que era equipada com uma transmissão continuamente variável (Câmbio CVT).

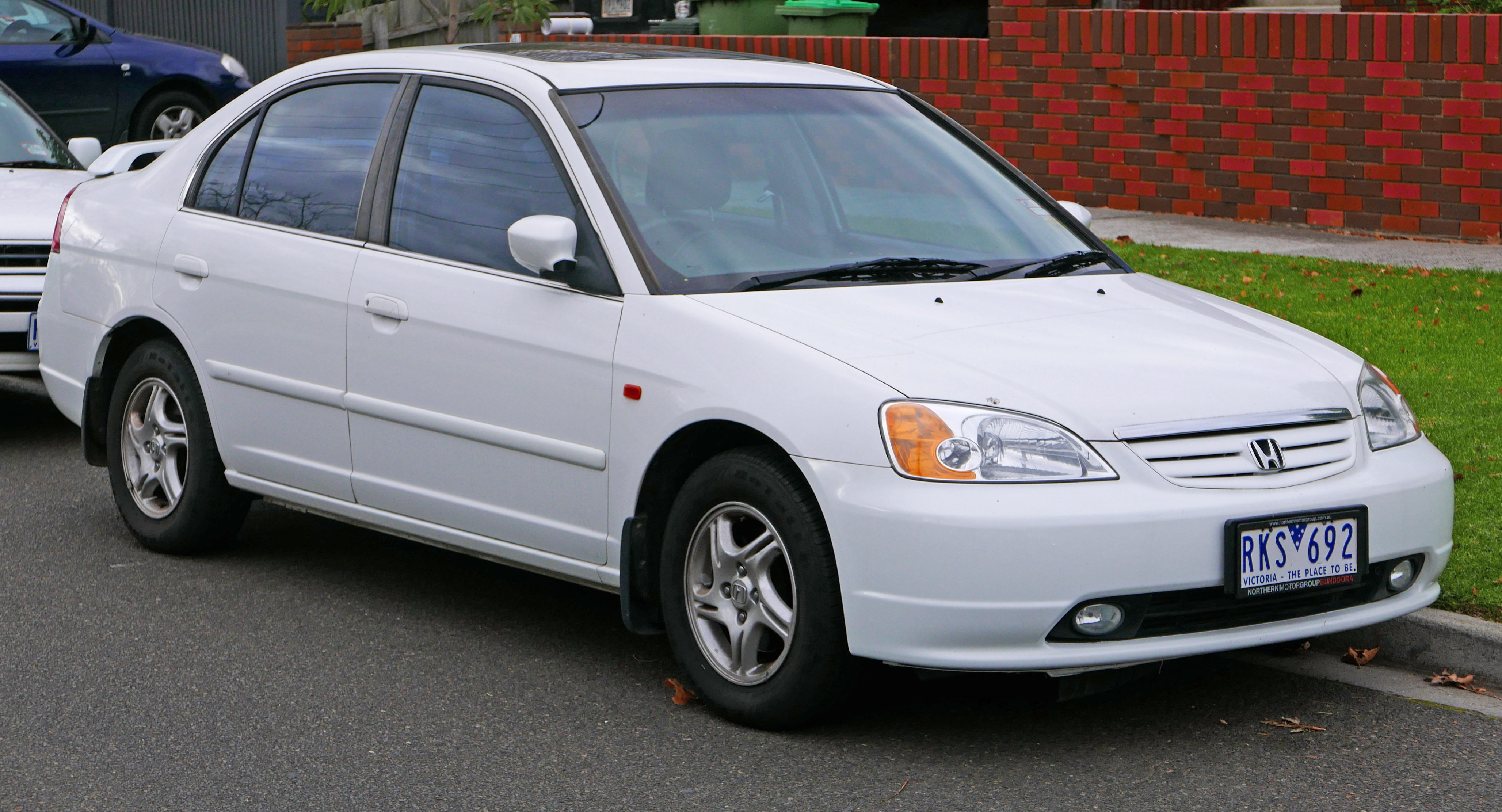
Civic Sedan.

### Oitava geração (2007 – 2011)
Em 2006, foi lançado o Novo Civic, com o motor SOHC (R18A1), bastante diferente das gerações antigas. Foi vendido em 3 versões: LX (exclusiva para deficientes, com motor 1.6 e 125 cv), LXS (1.8 140 cv) e a topo de linha EXS (1.8 140 cv), que disponibilizava um recurso de trocas de marcha através de aletas atrás do volante, recurso este chamado de "Paddle-Shift".
Em outubro de 2006, marcou a chegada do Civic Si. Equipado com motor K20Z3, um DOHC, 2.0 aspirado, com sistema I-VTEC, de 192 cv. Com proposta esportiva, era fabricado com câmbio manual de 6 marchas, interior personalizado e LSD (diferencial auto-blocante). A diferença da versão era dada apenas pelas letras "i-VTEC DOHC" na lateral, rodas aro 17 e aerofólio no porta-malas. Foi eleito pela Revista Autoesporte o Carro do Ano de 2007.
O Carro

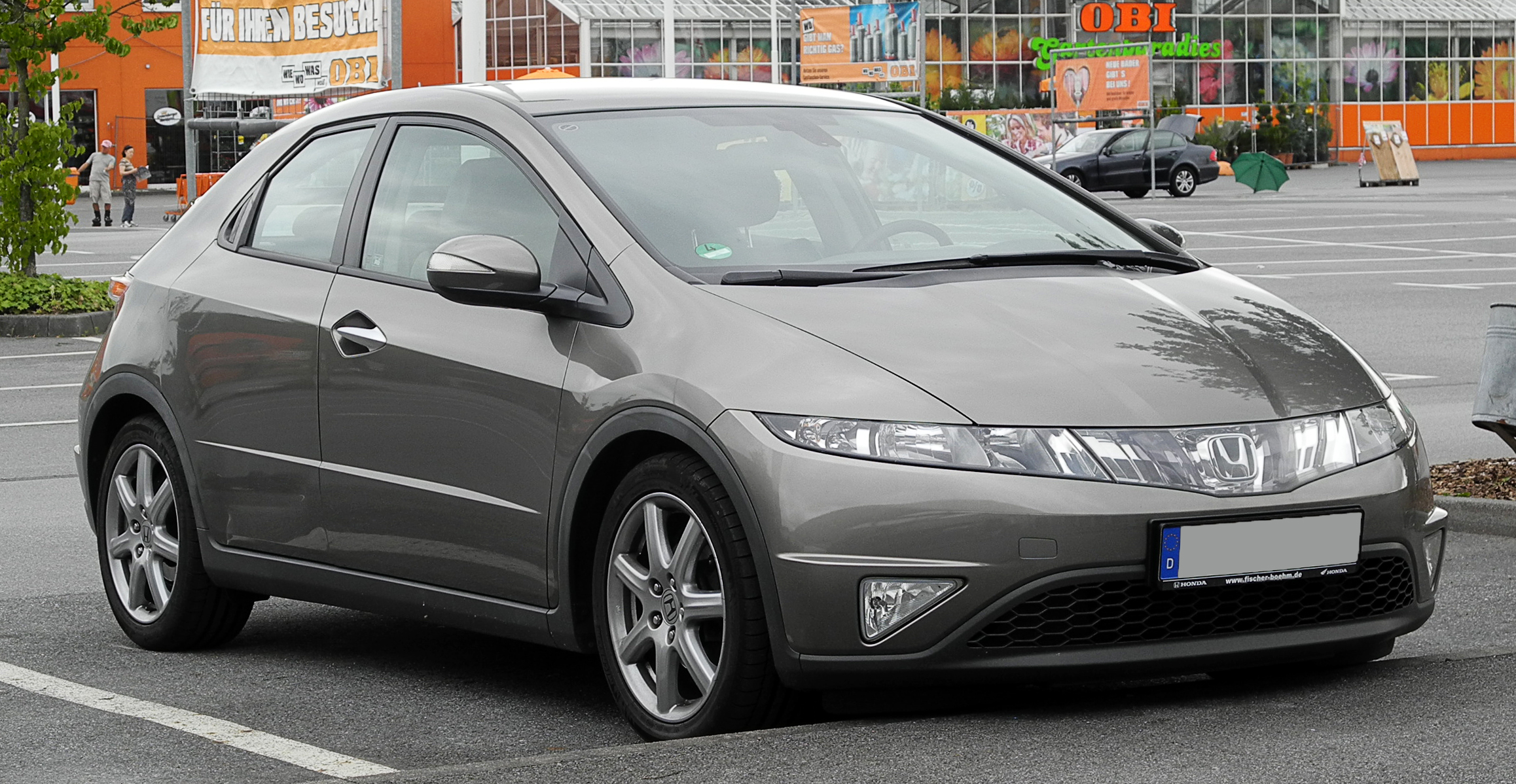
Versão hatchback.

Alia atributos consagrados e inovações tecnológicas a um modelo que já se tornou referência no concorrido segmento dos sedans médios. Para a Honda, não existe design sem conforto, não existe desempenho sem segurança. Por isso, lançou mão dos conceitos mais avançados de engenharia para desenvolver um automóvel completo. A maior prova é que o New Civic vem arrebatando os mais importantes prêmios da imprensa especializada nacional e arrancando elogios do público e da crítica, consagrando-se o carro mais desejado do Brasil.
Design
O design é que dá personalidade a um carro. E o New Civic é um carro de personalidade forte. Apresenta uma silhueta esportiva, assegurando melhor coeficiente de resistência aerodinâmica. A frente possui design futurista, a traseira complementa a estética global do veículo, com lanternas multirreflexivas que se estendem na tampa do porta-malas. Sua combinação de ângulos curvos e retilíneos transmite força e imponência. As rodas de liga leve de 16 polegadas ("diamantadas"), disponíveis em todas as versões, reforçam a presença do conjunto. E, na versão EXS, os indicadores de direção nos retrovisores, faróis de neblina e maçanetas com detalhes cromados, complementam seus atributos com requinte e sofisticação.
Conforto e Comodidade
Para proporcionar uma experiência única a bordo, a Honda desenvolveu um amplo estudo sobre ergonomia e o resultado é um conjunto de inovações e soluções inteligentes. O exclusivo Cockpit Multiplex traz o painel de instrumentos Blackout em dois níveis. O volante conta com multiajuste e, na versão EXS, abriga também os comandos do sistema de áudio e do piloto automático, possibilitando ao motorista acionar as funções sem tirar suas mãos da direção. O sistema de som de última geração dispõe de CD Player (6 discos na versão EXS), rádio AM/FM, MP3, WMA e dispositivo antifurto. Outra inovação é o SVC (Speed Volume Control), que ajusta automaticamente o volume do som com base no aumento da velocidade do veículo.
Segurança
O New Civic é construído sobre uma plataforma inovadora, cuja estrutura incorpora alta tecnologia construtiva, refletindo em maior segurança e solidez, além de garantir um interior mais silencioso. Vários itens complementam o excelente conjunto de segurança: air bag duplo de última geração, cintos de segurança de 3 pontos com pré-tensionadores (ELR) nos bancos dianteiros e traseiros laterais, apoios de cabeça com regulagem de altura para todos os ocupantes, sistema de freios ABS e EBD e lanternas de longo alcance visual. O compromisso da Honda com a segurança estende-se também aos pedestres. A superfície e os componentes da área do capô foram projetados para deformarem-se, amortecendo o impacto em caso de atropelamento.
Desempenho
Quando se acelera o New Civic, a resposta vem em forma de alta performance, baixo consumo de combustível e reduzida emissão de poluentes. Tudo isso se deve à tecnologia dos motores Honda i-VTEC de 1,8 litro, 16 válvulas e 140 cv, equipados com o avançado sistema bicombustível Honda Flex, composto por quatro bicos injetores para garantir a partida a frio sem falhas e sub-tanque lateral com proteção em aço naval e abertura por comando interno. O New Civic possui um avançado sistema de aceleração eletrônica, tecnologia que permite dirigibilidade superior, mais segura, com acelerações e retomadas mais precisas, suaves e lineares.
A transmissão automática inteligente, com o exclusivo sistema Honda Grade Logic Control, gerencia eletronicamente a escolha das marchas. Na versão EXS, o moderno sistema S-Matic permite a troca de forma sequencial, através de "borboletas" (Paddle Shift) localizadas atrás do volante, como nos carros de competição. A versão LXS apresenta ainda transmissão manual de 5 velocidades, para uma condução mais esportiva.
Nova versão LXL
Em janeiro de 2010 a Honda Lança o Civic LXL, que chega para preencher a lacuna entre as versões LXS e EXS. Equipado com o mesmo motor 1.8 das demais configurações, o sedan conta com itens que não são oferecidos na básica LXS, como retrovisores com repetidores de seta, sistema de som com tweeters para reprodução de agudos, volante de três raios com detalhes na cor prata e tampa do porta-malas com forração interna e abertura por comando na chave. O LXL ainda possui rodas de liga leve exclusivas, que são praticamente idênticas às do esportivo Si. O Civic LXL também adiciona itens mais modernos em todas as outras versões. É o caso da direção com assistência elétrica (EPS), que, segundo a Honda, não rouba energia do motor e fornece maior facilidade de manobras em baixa velocidade, além de mais firmeza em velocidades altas.O sistema de ar-condicionado também foi revisto e recebeu novo compressor, novo condensador, novas tubulações e conexões. A adição de um novo sensor de marcha lenta e a reprogramação da transmissão automática também foram algumas mudanças realizadas no sedan.Com a chegada do LXL, a versão LXS passa a ser vendida apenas com bancos de tecido, sendo que o revestimento de couro é oferecido como opcional no LXL e de série no EXS. Airbag duplo, freios com sistema antitravamento (ABS), cintos de segurança dianteiros com pré-tensionador e piloto automático são vendidos como itens de de fábrica em todas as versões.
Posteriormente a Honda lançou uma versão especial: o Civic LXL SE (Special Edition), no qual incluía todos os itens do LXL mais faróis de neblina, sensor de estacionamento traseiro e ar condicionado automático digital de série.
Especificações Técnicas
Motor
• Honda i-VTEC 16V, 1.799 cilindradas (cm3), com 140 cv de potência x 6.200 rpm (álcool) e 138 cv de potência x 6.200 rpm (gasolina) e torque de 17,7 kgf.m x 4.300 rpm (álcool) e 17,5 kgf.m x 5.000 rpm (gasolina). (LXS/EXS) • Liga de alumínio•4 cilindros em linha•Sistema de injeção multiponto PGM-FI•Sistema de ignição eletrônica mapeada.
Transmissão
• Manual de 5 velocidades (LXS) ou automática de 5 velocidades com Lock-Up Ativo e Grade Logic Control (LXS e EXS). • S-Matic: seletores de marcha no volante – Paddle Shift (EXS).
Direção
• Pinhão/cremalheira com assistência hidráulica • Rodas/Pneus • Rodas de liga leve aro 16 x 6,5 JJ • Pneus 205/55 R16 91V.
Suspensão
• Independente nas 4 rodas • Dianteira McPherson • Traseira duplo A.
Dimensões
• Altura: 1.450 mm • Bitola (diant./tras.): 1.492 mm / 1.521 mm • Comprimento: 4.489 mm • Distância entre eixos: 2.700 mm • Largura: 1.752 mm • Peso (Transmissão Manual/Transmissão Automática): 1.237 kg/1.267 kg (LXS) – 1.272 kg (EXS) • Capacidade do tanque de combustível: 50 litros • Capacidade do subtanque de partida a frio: 0,7 litro • Volume para bagagens: 340 litros.
Segurança
• Air bag duplo frontal • Alarme com controle remoto na chave • Barras de proteção lateral nas portas dianteiras e traseiras • Cintos de segurança dianteiros e traseiros laterais de 3 pontos e traseiro central abdominal • Freios ABS (Antilock Braking System) com EBD (Electronic Brake Distribution) • Apoios de cabeça reguláveis em altura para todos os ocupantes.
Conforto & Comodidade

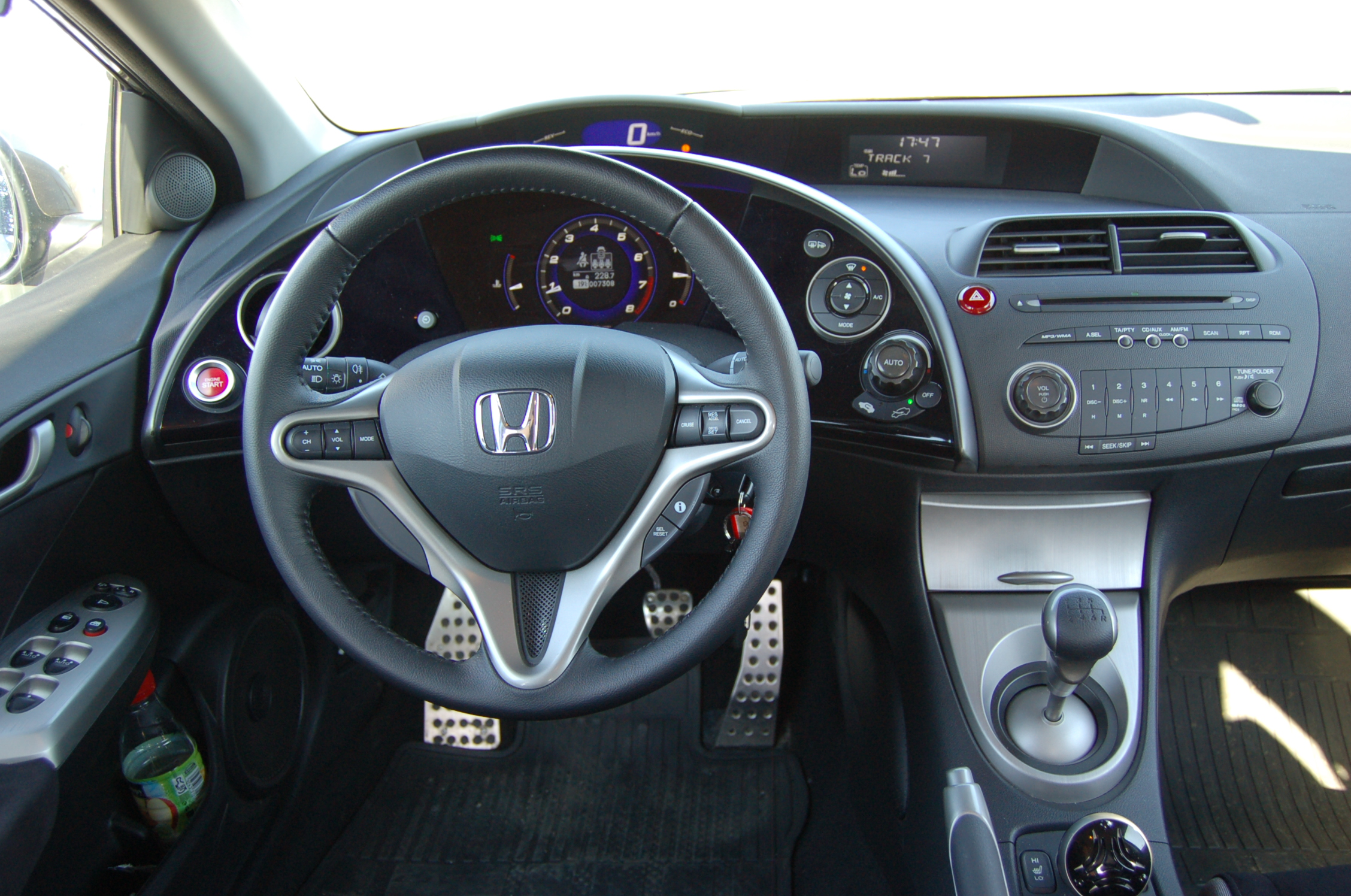
Interior.

• Abertura interna dos bocais de abastecimento e do subtanque • Ar-condicionado (automático na versão EXS) • CD Player (6 discos na versão EXS), rádio AM/FM, MP3, WMA e dispositvo antifurto • Banco do motorista com ajuste de altura • Coluna de direção ajustável em altura e profundidade • Controle de volume de áudio sensível à velocidade (Speed Volume Control – SVC) • Tomada de força auxiliar (12 V) • Volante com comandos de áudio e piloto automático (EXS) • Indicadores de temperaturas externa, interna e consumo médio de combustível (EXS) • Assoalho traseiro plano • Porta-objetos nas 4 portas, painel e console • Volante revestido de couro* • Aviso luminoso de nível baixo de gasolina no subtanque.

#### Honda Civic Si
O Honda Civic Si é um carro esportivo compacto, a versão esportiva do Honda Civic. A designação "Si", que corresponde a "Sport Injection", foi originalmente usada no Japão e América do Norte, significava o mais potente do mercado civil. Para o mercado japonês e europeu, foi adaptado como um carro de alto desempenho. No Canadá, o modelo é conhecido por ter muitas semelhanças com o modelo antigo.
Esse carro esportivo tem a configuração de coupé ou sedan nos países fora da Europa. Ele tem 192 cv na versão feita no Brasil. Tem como concorrentes no Brasil: Stilo Abarth, Golf GTI, Linea T-Jet e outros.
Foi escolhido pela revista Quatro Rodas o melhor esportivo de fabricação no Brasil. Também já foi considerado o carro nacional mais rápido, perdendo o posto para o Volkswagen Jetta TSI, quando saiu de linha em 2011.
O Civic Si 2007, 08, 09, 10, 11 faz de 0-100 em 7,5 segundos e chega aos 215 km/h. Velocidade esta que é limitada eletronicamente. Já o Civic Si 2014, que tem um motor de 2.4 litros, 201 cv de potência e 23,4 kgfm de torque, faz de 0-100 em 6 segundos e chega aos mesmos 215 km/h, que também é limitado.
Usa pneus com medidas 215 45 R17.

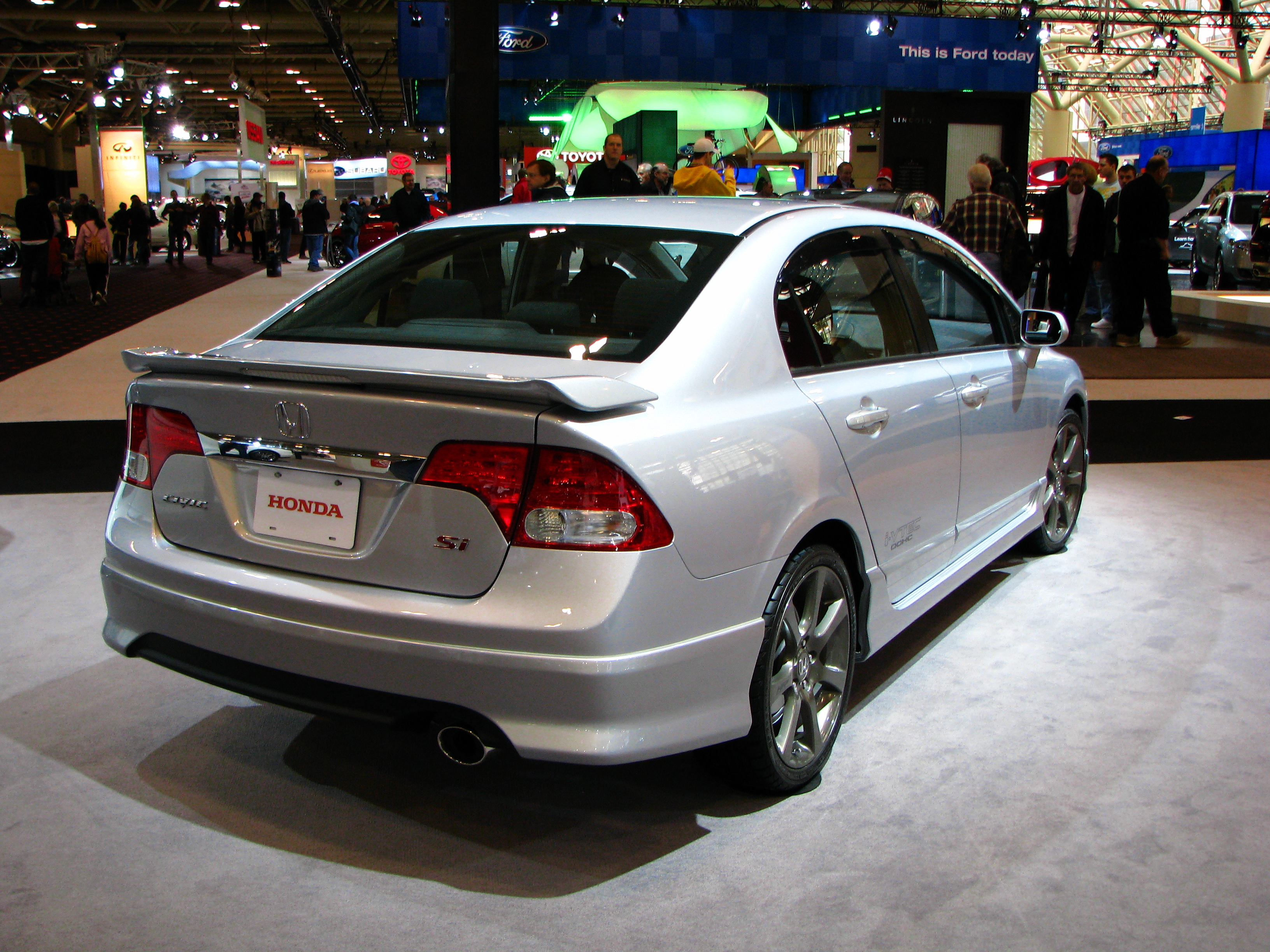
Traseira versão Si

Em 2015, a Honda lançou o Civic Si equipado com motor 2.4 i-VTEC DOHC com 206 CV de potência a 7.000 RPM, com o torque de 23,9 kgfm a 4.400 RPM, disponível apenas na carroceria Coupé (2 portas).

### Nona geração (2012 – 2016)
Em dezembro de 2010 a Honda apresentou um "esboço" da nona geração do Civic, segunda ela o novo carro era "energético e aerodinâmico". Ambos os conceitos Sedan e Cupê foram apresentados em 10 de janeiro de 2011 no Salão Internacional do Automóvel Norte-Americano. Ele começou a ser vendido nos EUA em 20 de abril de 2011. No final de 2012 a Honda apresentou o "Facelift" desta versão com novas opções de modelos e mudanças no exterior e interior.
Todas as versões vêm de série com as assistências ABS (Sistema Anti-Bloqueio do Freio), VSA (Assistência na estabilidade do veículo) e EBD (Distribuição de Frenagem Eletrônica).

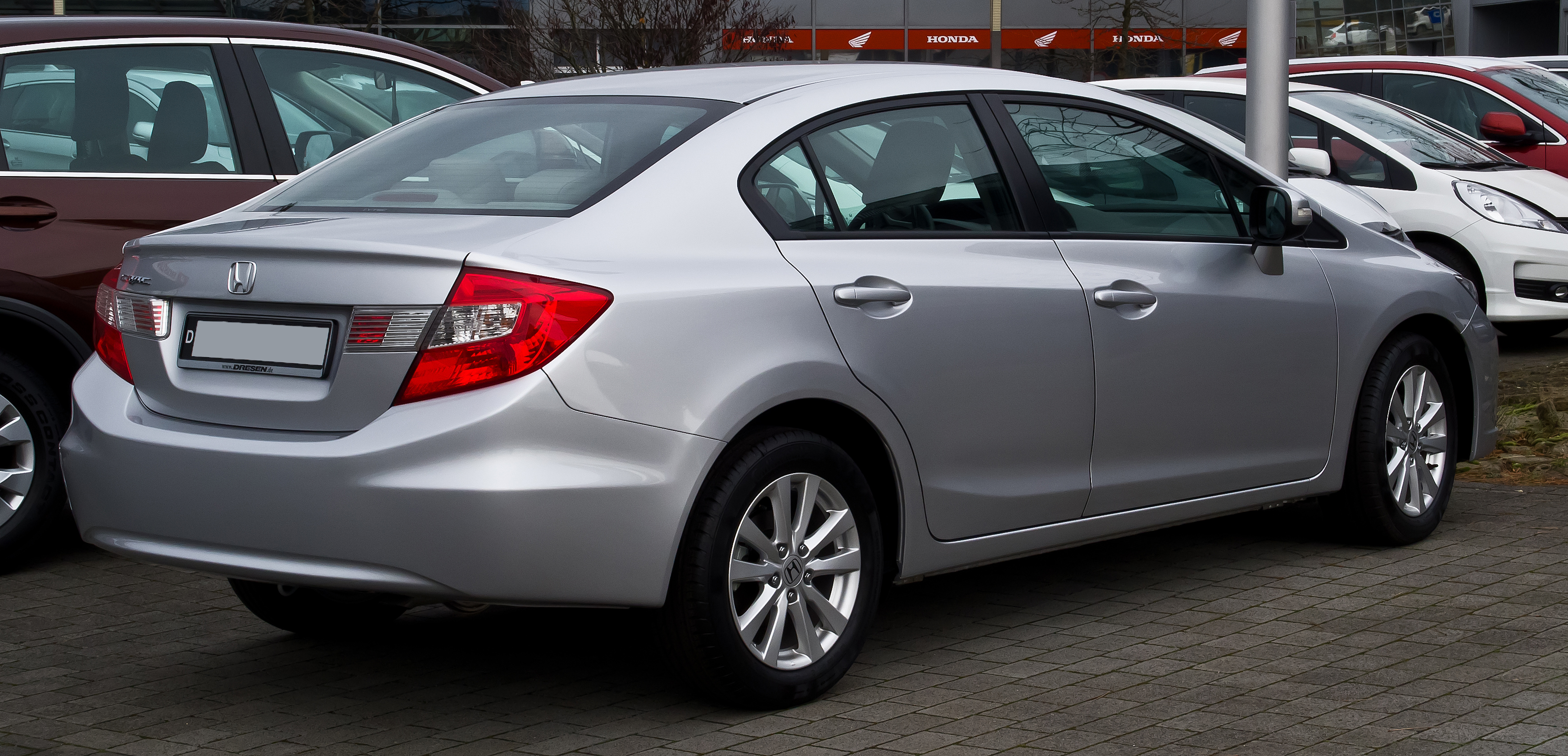
Traseira versão sedan.

O Civic desta geração, no seu lançamento, foi muito criticado pela imprensa automotiva pois não possuía um interior agradável e seu "rodar" não era "suave", rapidamente, a Honda realizou leves mudanças no interior e exterior do carro e um ano após o lançamento passou a vender o modelo atualizado mas, porém, este erro não permitiu que esta geração fosse tão sucedida em questão de vendas e "aceitação do público" quanto foi o civic de oitava geração. 
- Versão sedã 2013.
- Civic EX de nona geração.
- Civic sedan Si (versão EUA) com nova traseira para 2014.
- Traseira versão hatchback.

### Décima geração (2015 – 2021)
O Civic de décima geração era baseado em uma nova plataforma compacta global da Honda. O modelo foi revelado em setembro de 2015 para ser vendido em 2016.
Tem como característica um novo exterior estilo "Fastback", com o pilar-C fluindo para dentro da traseira. A frente tem um design no qual uma asa cromada flui sobre os faróis.
O interior recebeu muitas mudanças em relação à geração anterior, passou a receber um painel de instrumentos digital e uma tela LCD de 7 polegadas que está posicionada à visão do motorista na versão EX e superiores.
A instrumentação da versão LX consiste em um tacômetro analógico grande que rodeia um velocímetro e outros mostradores digitais.

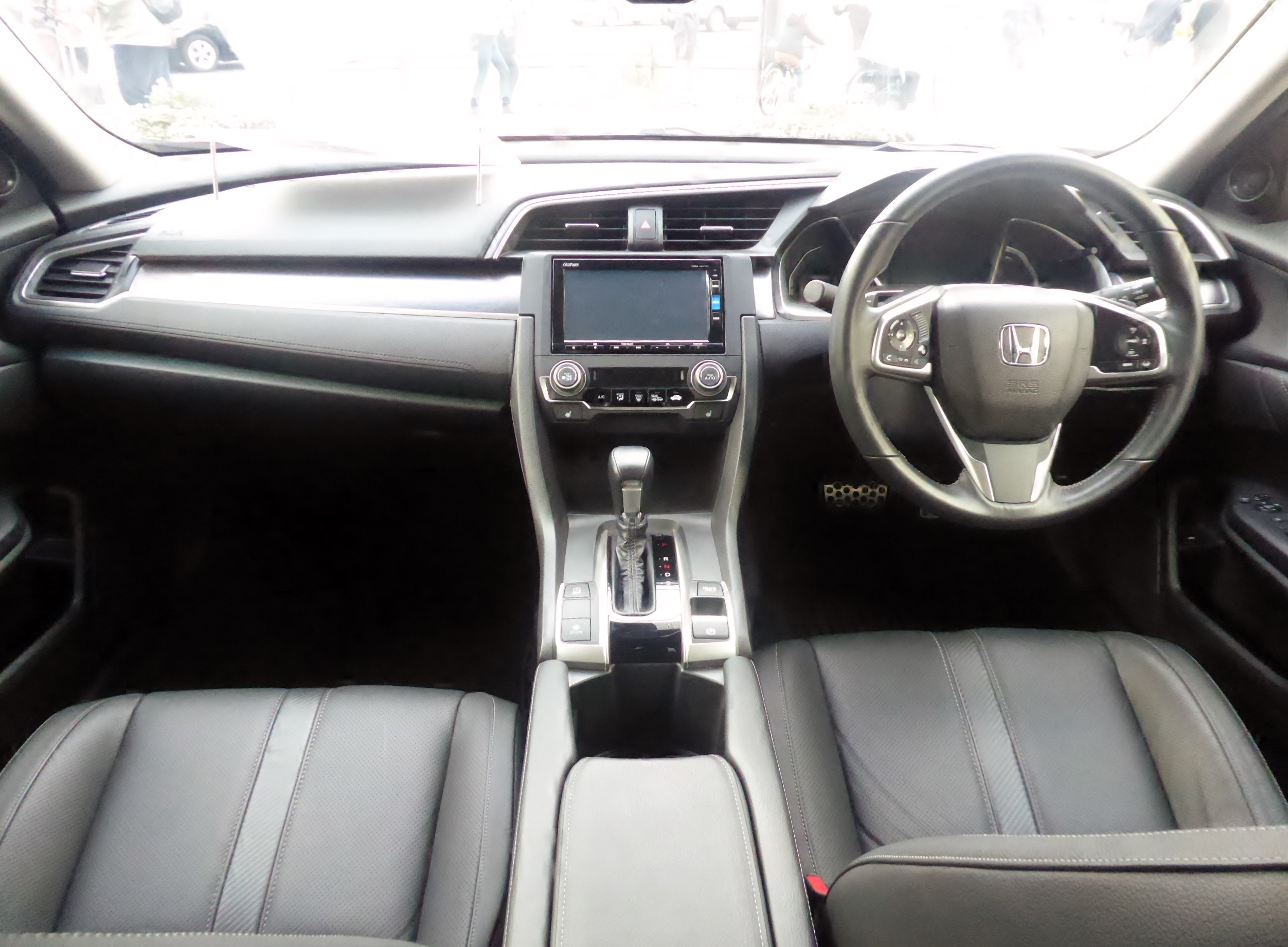
Interior na versão com volante na direita.

Este novo Civic tem duas edições diferentes (black edition e orange edition) sendo fabricadas para Portugal 100 unidades cada.
- Versão sedan.
- Versão hatchback.
- Versão coupê.

### Décima-primeira geração (2021 – presente)
O Civic de décima primeira geração foi anunciado em 2020 e começou a vir importado para o Brasil no final de 2022, com as vendas começando em Janeiro de 2023, pois os custos de produção desta geração foram altos demais para continuar produzindo no Brasil, segundo a Honda, com a décima geração deixando de ser produzido no Brasil em Dezembro de 2021. Em Junho de 2023, a Honda lançou a versão esportiva do Civic, o Type R .

## Automobilismo
O Civic começou a ser usado em competições de automobilismo em 1973 na Bathurst 1000, em 2002 passou a disputar a ETCC e a BTCC, a partir de 2005 passou a disputar o WTCC onde foi campeão de construtores em 2013, foi campeão de pilotos na ATCS em 2011, também participou de várias edições do JTCC.

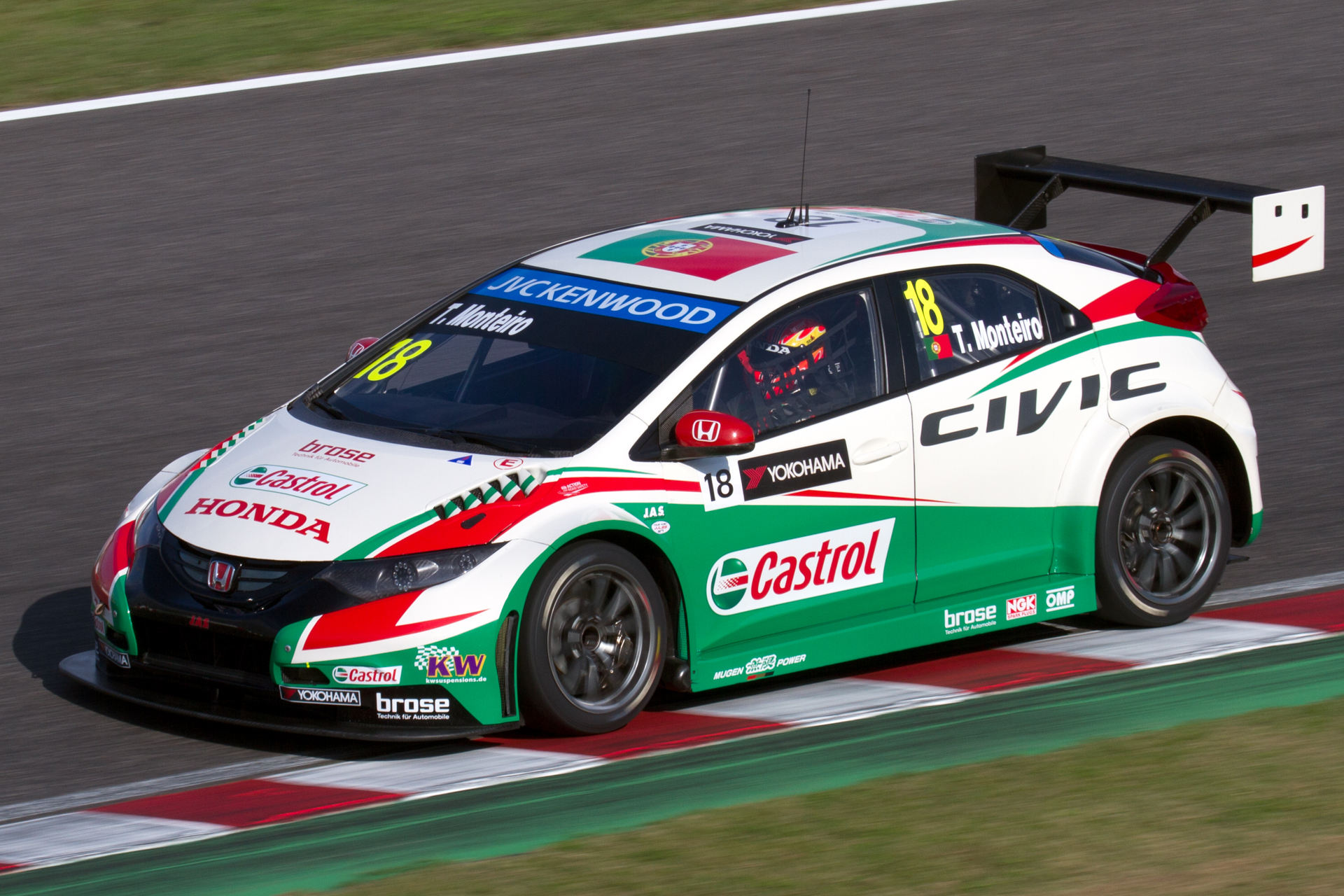
Civic no WTCC em 2014.